# Mariya Takeuchi
Mariya Takeuchi (竹内 まりや Takeuchi Mariya?) (Taisha, 20 de marzo de 1955) es una cantante y compositora japonesa. Considerada una de las referentes del pop japonés en los años 1980, ha llegado a vender más de 16 millones de discos y ha compuesto temas para artistas como Akina Nakamori, SMAP y Yukiko Okada. A nivel internacional es conocida por la canción «Plastic Love», convertida en un fenómeno viral.

## Biografía
Mariya nació y se crio en Taisha, prefectura de Shimane, siendo la tercera hija entre seis hermanos. Sus padres gestionaban un alojamiento tradicional (ryokan) en Izumo que pertenecía a la familia desde hacía tres generaciones, y a día de hoy sigue abierto.
Cuando tenía 17 años vivió en Rock Falls (Estados Unidos) durante unos meses como estudiante de intercambio. Posteriormente, se matriculó en Filología Inglesa por la Universidad de Keiō, aunque no llegó a terminar la carrera.
Está casada desde 1982 con el compositor Tatsuro Yamashita y tiene una hija. En los últimos años ha compaginado la música con la gestión del ryokan de su familia.

## Trayectoria musical

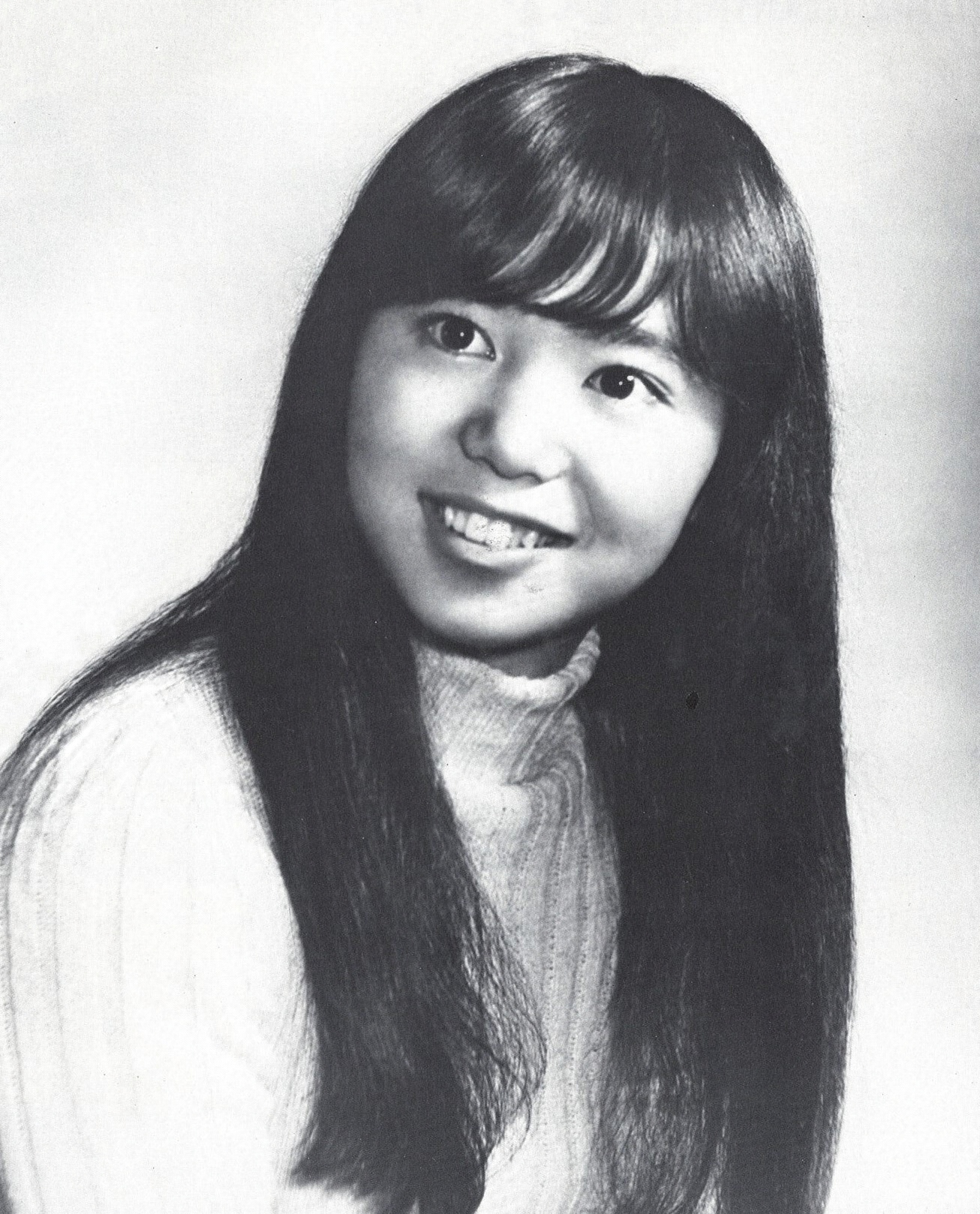
Foto del anuario de Takeuchi, 1973

Interesada por la música desde joven, durante la universidad compaginó los estudios con un grupo musical y colaboraciones con otros artistas, entre ellos Masamichi Sugi. A mediados de la década de 1970 fue descubierta por la discográfica Victor Entertainment, con la que firmó un contrato para convertirse en solista.
En 1978 publicó su primer álbum Beginning. En la producción llegó a contar con las colaboraciones de Haruomi Hosono y Yukihiro Takahashi, miembros de la Yellow Magic Orchestra. Aunque entonces no llegó a despuntar tuvo éxitos como el tema funk-pop «September» (1979) y «Fushigi na Peach Pie» (1980), gracias a los cuales fue galardonada en los Japan Record Award como «mejor artista revelación».
Takeuchi se casó en 1982 con Tatsuro Yamashita y al poco tiempo se quedó embarazada, motivo por el que detuvo su carrera dos años. Hasta ese momento había publicado cinco álbumes y un disco recopilatorio.
Después de fichar por la discográfica Moon Records, con la que ha seguido publicando posteriormente, regresó a los escenarios en 1984 con el lanzamiento de Variety, número uno en ventas. El disco estaba compuesto por Takeuchi y producido por Yamashita apostando por un característico sonido City Pop y ya incluía la que terminaría siendo su canción más emblemática, «Plastic Love», aunque en aquel momento pasaría desapercibida.
La artista vivió su mayor época de fama en los años 1980, llegando a publicar dos álbumes más: Request (1987) y Quiet Life (1989). Su mayor éxito en Japón ha sido el disco recopilatorio Impressions (1994) del que llegaron a venderse más de tres millones de copias. Además, se dedicó a componer para otros referentes del pop japonés como Akina Nakamori, Hiromi Iwasaki, SMAP y Yukiko Okada.
En los años 1990 se centró en la composición para otros artistas y a partir de 2001 volvió a sacar trabajos en solitario. Con motivo de su trigésimo aniversario celebró un concierto en el Nippon Budokan.
En 2019 cantó la versión japonesa de «Baby Mine», el tema de la película Dumbo.

### Éxito internacional
Aunque Mariya Takeuchi nunca publicó canciones para el mercado internacional, «Plastic Love» se convirtió en un fenómeno viral en 2017, treinta y tres años después de su lanzamiento, debido al auge de géneros musicales como el vaporwave y al algoritmo de YouTube. En noviembre de 2018 «Plastic Love» ya había superado los 20 millones de reproducciones en YouTube, mientras que el remix Future Funk (producido por el surcoreano Night Tempo) había alcanzado los 7,5 millones de visionados. Los miembros de Gorillaz llegaron a recomendarla como «La mujer maravilla del funk japonés» en su gira por Tokio, mientras que la revista Noisey describió su canción como «El tema pop perfecto».
Además de «Plastic Love», la comunidad vaporwave también recuperó otros cortes como «Shiawase no Monosashi» (1984) y «Yume No Tsuzuki» (1987).

## Discografía
Álbumes de estudio
- 1978: Beginning
- 1979: University Street
- 1980: Love Songs
- 1980: Miss M
- 1981: Portrait
- 1984: Variety
- 1987: Request
- 1989: Quiet Life
- 2000: Souvenir: Mariya Takeuchi Live
- 2001: Bon Appetit!
- 2004: Longtime Favorites (álbum de versiones)
- 2007: Denim
- 2014: Trad

Recopilatorios
- 1982: Viva Mariya!
- 1994: Impressions
- 1997: Morning Glory
- 2008: Expressions
- 2013: Mariya's Songbook
- 2019: Turntable